# Едіт Фогель
Едіт Фогель (англ. Edith Vogel; 5 квітня 1912 року, Чернівці, Австро-Угорщина, зараз Україна — 12 червня 1992 року, Лондон, Велика Британія) — піаністка, народилася в Австро-Угорщині, професійну діяльність здійснювала у Великій Британії.

## Біографія
Після того, як вона навчилася всього, що міг дати їй перший вчитель, Фогель брала уроки у Воллі Льова, першого помічника Річарда Роберта, якого вона описувала як «сержанта-майора першого порядку», який змушував її вчити тільки драматичні і віртуозні п'єси.
Вона дебютувала у Відні в 10-річному віці, і навчалася у Віденській академії. Запис її гри транслювався на австрійському радіо, коли їй було 15.
Після приходу Гітлера до влади вона втекла з Австрії до Лондона у 1938 році, маючи при собі десять шилінгів. Після її прибуття до Великої Британії вона не мала змоги грати професійно протягом десяти років, працюючи економкою, секретарем, гувернанткою і займаючись «неофіційними» викладанням. Вона грала тільки в колі друзів і колег-біженців (в тому числі в одному випадку з Артуром Шнабелем, перш ніж він поїхав в Америку). Одного разу вона помилково майже влаштувалася до театру Windmill. З серпня 1948 р. почала давати сольні концерти і концерти по всій Великій Британії. Вона з'являлася на Променадних концертах сім разів з 1952 по 1978 роки, виконуючи твори Брамса і Бетховена, а також на лондонській прем'єрі 2-го концерту для фортепіано з оркестром Гордона Джейкобса.
Фогель почали регулярно транслювати на Бі-бі-сі Радіо з 1950-х років, після чого її починають особливо асоціювати з музикою Бетховена і Шуберта. Вона була талановитою викладачкою, брала участь у Дарлінгтонських літніх школах і працювала на фортепіанному факультеті і давала майстер-класи в Гілдголській школі музики та театру, стверджуючи, що життя без навчання було б «немислиме». Вона мала будинки в Лондоні і Сассексі.
BBC зберігає значний архів її записів, деякі з яких були випущені у вільний продаж.